# Hiromi Nagakura
Hiromi Nagakura (長倉 洋海, Nagakura Hiromi, * 26. října 1952, Kuširo) je japonský zpravodajský fotograf aktivní převážně na konci 20. století. Je držitelem ocenění Cena Kena Domona a Cena Higašikawy.

## Životopis
Narodil se 26. října 1952. Po absolvování střední školy Kuširo Korjo v Hokkaidu a právnické fakulty na univerzitě Dóšiša začal pracovat pro Jiji Press. V době končící vietnamské války v letech 1971 až 1977, kdy byl studentem univerzity, byly válečné fotografie zobrazeny na každé stránce novin a časopisů. Nagakuru zaujaly fotografie takových fotografů, jako byli Akihiko Okamura, Bunjo Išikawa, Kjóiči Sawada, Robert Capa nebo Larry Burrows. Toužil vyprávět o válce, o nebezpečí a být zpravodajským fotografem. Nejprve přemýšlel o práci pro noviny nebo zpravodajskou agenturu, aby se naučil základy fotografie. V roce 1977 dostal práci v Jiji Press. Mohl se však věnovat pouze dokumentární práci v Japonsku, protože titul korespondenta nedostal. Proto opustil společnost a začal se připravovat na osvobození. V lednu 1980, asi tři roky po vstupu do společnosti, podal rezignaci a stal se nezávislým fotoreportérem. V roce 1983 obdržel cenu New Face Award od Japonské fotografické společnosti. Cenu Kena Domona obdržel v roce 1993. O rok později získal cenu Higašikawy.
V září 2006 se jako první japonský pozvaný fotograf zúčastnil Mezinárodního festivalu fotožurnalistiky ve francouzském Perpignanu. I nyní (2020) pokračuje ve fotografování lidí žijících v konfliktních oblastech po celém světě. Nagakura má také silný vliv na školení nové generace novinářů a fotografů. Konkrétně Mika Takahaši, která je aktivní jako fotoreportérka, se začala zajímat o palestinskou problematiku poté, co viděla snímek Nagakury během studia na japonské odborné škole pro novináře, vysnila si cíl studovat politiku Středního východu. Zapsala na Fakultu mezinárodních vztahů na Tokijské mezinárodní univerzitě a v současné době pracuje jako začínající novinář, který napsal dvě samostatné knihy o Palestině.
V roce 2005 získala Nagakurova kniha Zabitto ikka, ie o tateru cenu Kodanša Publishing Culture Award za fotografické dílo (講談社出版文化賞).
Jeho cyklus „Země Salvadora Spasitele“ Takarajimasha získal cenu Japonského kongresu novinářů.